# Estação Ferroviária de Santo Amaro
A Estação Ferroviária de Santo Amaro, igualmente conhecida como de Santo Amaro de Oeiras, é uma estação da Linha de Cascais, que serve a zona de Santo Amaro de Oeiras, no concelho de Oeiras, em Portugal.

## Descrição

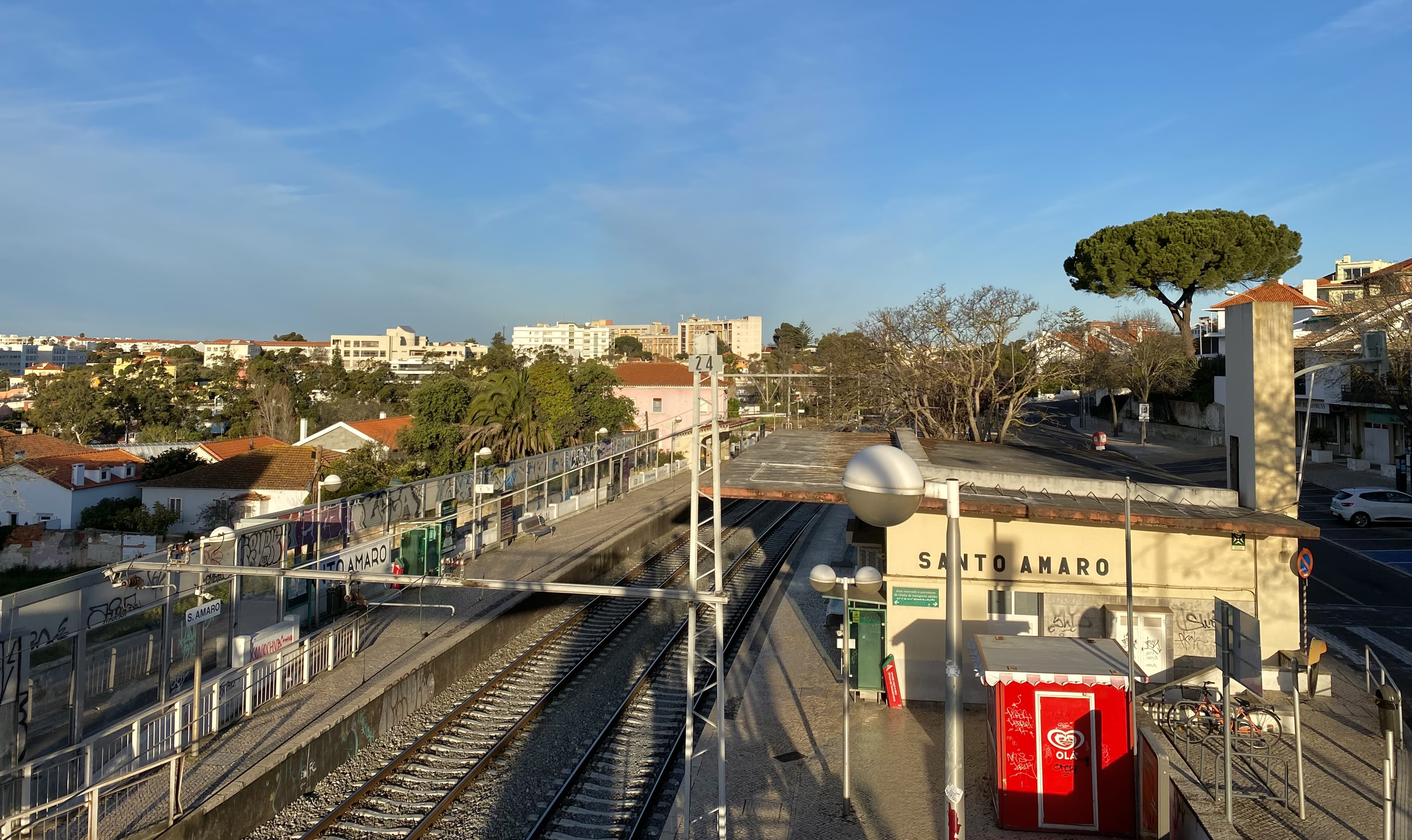
A Estação de Santo Amaro, em 2022.

### Localização e acessos
Esta interface situa-se junto à Praia de Santo Amaro, no concelho de Oeiras, com acessos pela Avenida do Brasil e Rua Elias Garcia.

### Infraestrutura
Possui uma passagem superior pedonal.[carece de fontes?] Como apeadeiro numa linha de via dupla, esta interface apresenta-se nas duas vias de circulação (I e II) cada uma acessível por plataforma — ambas com de 154 m de comprimento e 110 cm de altura. O edifício de passageiros situa-se do lado norte da via (lado direito do sentido ascendente, a Cascais).

### Serviços
Em dados de 2023, esta interface é servida por comboios de passageiros da C.P. de tipo urbano no serviço “Linha de Cascais” tipicamente com 69 circulações diárias em cada sentido entre Cais do Sodré e Cascais ou Oeiras; passam sem paragem nesta interface 33 circulações do mesmo tipo, entre Cais do Sodré e Cascais.

## História

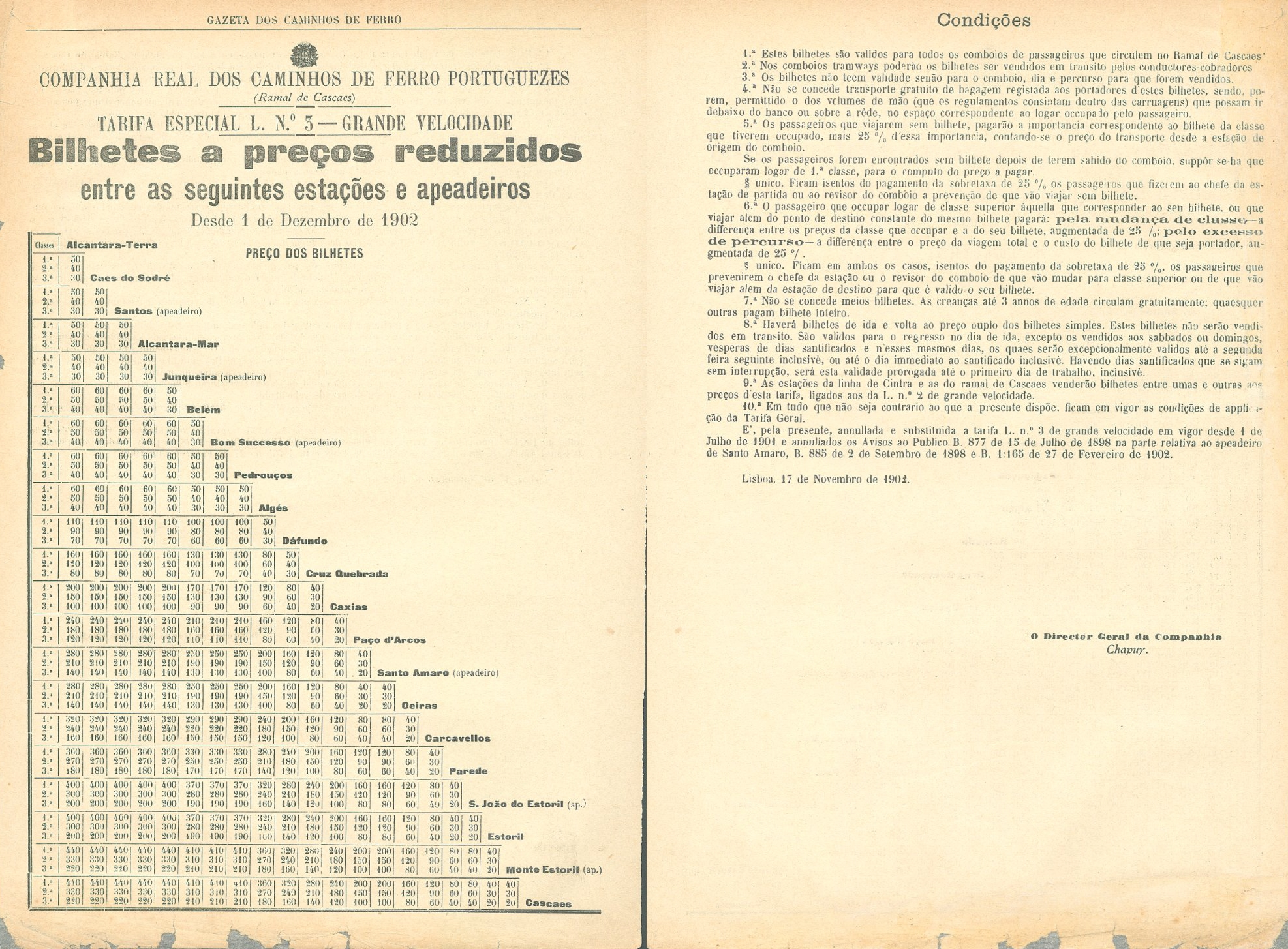
Anúncio de 1902 da Companhia Real, onde esta interface surge com a categoria de apeadeiro.

Esta estação insere-se no primeiro troço da Linha de Cascais, entre Pedrouços e Cascais, que entrou ao serviço em 30 de Setembro de 1889. Até pelo menos 1985 tinha categoria de apeadeiro, bem como em 2011, e 2024.